# Curt Haagers -87
Curt Haagers -87 är ett studioalbum från 1986 av dansbandet Curt Haagers. Omslagets baksida innehöll bland annat även bandets spelplan för 1987.

## Låtlista

### Sida A
1. Häng med mej på party (My Tool Tool) - 2.17
2. En silverslant för dina tankar (Say You'll Stay Until Tomorrow) - 3.05
3. Ta mej till havet - 3.25
4. Köp en ros - 3.15
5. Roses of Pic Kardy - 2.35 (instrumental)
6. Vilken härlig morgon (Hallo, Guten Morgen) - 3.25
7. Jag vill vakna upp med dej (I Want to Wake Up with You)

### Sida B
1. Macken - 2.30
2. Vägen till en vän (That's What Friends are for) - 3.15
3. Venedigs ros - 3.05
4. Amapola - 4.09 (instrumental)
5. Tur i kärlek (Good Luck Charm) - 2.35
6. Sommarminnen - 3.40
7. Där björkarna susa - 2.43

## Medverkande
- Producent: Lars O. Karlsson
- Sveriges Radios symfoniorkester
- Kör: Liza Öhman, Lotta Engberg, Lars Westman
- Inspelad och mixad i Studio Bohus, Kungälv och KMH-studion, Stockholm under andra halvan av 1986
- Omslagsdesign: Fri Reklam
- Produktion: Mariann Records, 1986